# Перевізник: Спадщина
«Перевізник: Спадщина» (англ. The Transporter Refueled) — французький гостросюжетний бойовик, що є перезапуском і четвертим за рахунком фільмом серії «Перевізник». Як режисер виступив Каміль Деламарр, роль Френка Мартіна виконав Ед Скрейн.

## Сюжет
Френк Мартін змушений кинути виклик російському злочинному синдикату, щоб виконати вимоги людей, які викрали його батька.

## У ролях
- Ед Скрейн — Френк Мартін
- Лоан Чабанол — Анна
- Рей Стівенсон — батько Френка
- Ленн Кудрявіцкі — Лео Імас
- Раша Буквич — Карасьов
- Габріелла Райт — Джина
- Анатоль Таубман — Станіслав Тургін
- Тетяна Пайковіч — Марія
- Ноемі Ленуар — Маїсса